# Anne-Margrethe Björlin
Elsa Anne-Margrethe Sigrid Nordström, känd under flicknamnet Anne-Margrethe Björlin, född 13 juli 1921 i Karlshamn, död 7 oktober 2006 i Mariefred, var en svensk skådespelare. 
Hon medverkade i en rad svenska filmer under 1940- och 1950-talen och var sedan verksam som modekonsulent.
Hon var 1942–1946 gift med godsägaren och kaptenen i flygvapnet Herbert von Schinkel. Åren 1950–1957 var hon gift med Vagn Einar Valdemar Philipsen (född 1917). Åren 1964–1982 var hon gift med disponenten Börje Nordström (1910–2006). Sedan var hon sambo med förläggaren Ivar Lindström (1915–2004) till dennes död.

## Filmografi
- 1941 – Striden går vidare
- 1943 – Aktören
- 1943 – Herre med portfölj
- 1943 – Hon trodde det var han
- 1943 – Örlogsmän
- 1946 – Försök inte med mej ..!
- 1948 – Synd
- 1949 – Skolka skolan
- 1949 – Bohus Bataljon
- 1951 – Puck heter jag
- 1951 – Bärande hav
- 1953 – Ogift fader sökes

## Teater

### Roller (ej komplett)
| År   | Roll         | Produktion                            | Regi             | Teater      |
| ---- | ------------ | ------------------------------------- | ---------------- | ----------- |
| 1944 | Medverkande  | Tredje taggen, revy Staffan Tjerneld  | Per-Axel Branner | Nya Teatern |
| 1944 | Sally Jarrow | Ja och nej (Yes and No) Kenneth Horne | Per-Axel Branner | Nya Teatern |

### Fotnoter
1. ↑  Sveriges dödbok 1947 - 2006, Nordström, Elsa Anne-Margrethe S
2. ↑  ”Anne-Margrethe Björlin”. Svensk Filmdatabas. http://sfi.se/sv/svensk-filmdatabas/Item/?type=PERSON&itemid=61107&ref=%2ftemplates%2fSwedishFilmSearchResult.aspx%3fid%3d1225%26epslanguage%3dsv%26searchword%3dAnne-Margrethe+Bj%C3%B6rlin%26type%3dPerson%26match%3dBegin%26page%3d1%26prom%3dFalse. Läst 15 oktober 2012.
3. ↑   Sveriges befolkning 1960. Arkiv Digital
4. ↑   Sveriges befolkning 1975. Arkiv Digital
5. ↑  Elgenstierna Gustaf, red (2002). Riddarhusets stamtavlor (Version 3.0). Stockholm: Riddarhusdirektionen. Libris 8846085 Adliga ätten 2315 tabell 3A
6. ↑  ”Tredje Taggen”. Musik- och Teaterbiblioteket. https://calmview.musikverk.se/CalmView/Record.aspx?src=CalmView.Performance&id=PERF14000&pos=965. Läst 14 mars 2025.
7. ↑  Oscar Rydqvist (12 februari 1944). ”'Tredje Taggen' på Nya Teatern”. Dagens Nyheter:  s. 9. https://arkivet.dn.se/tidning/1944-02-12/11161-41/9. Läst 14 mars 2025.
8. ↑  ”Ja och nej”. Musik- och Teaterbiblioteket. https://calmview.musikverk.se/CalmView/Record.aspx?src=CalmView.Performance&id=PERF14001&pos=966. Läst 14 mars 2025.
9. ↑  Sten af Geijerstam (3 september 1944). ”Teater Musik Film: 'Ja och nej' på Nya Teatern”. Dagens Nyheter:  s. 14. https://arkivet.dn.se/tidning/1944-09-03/11161-239/14. Läst 14 mars 2025.